# Emil Gundelach
Emil Hermann Gundelach (* 29. November 1821 in Stützerbach; † 26. November 1888 in Gehlberg) war ein deutscher Glasmacher und Unternehmer, der eine Firma gründete, die sich zu Beginn des 20. Jahrhunderts zu dem weltweit bedeutendsten Hersteller von Röntgenröhren entwickelte.

## Leben

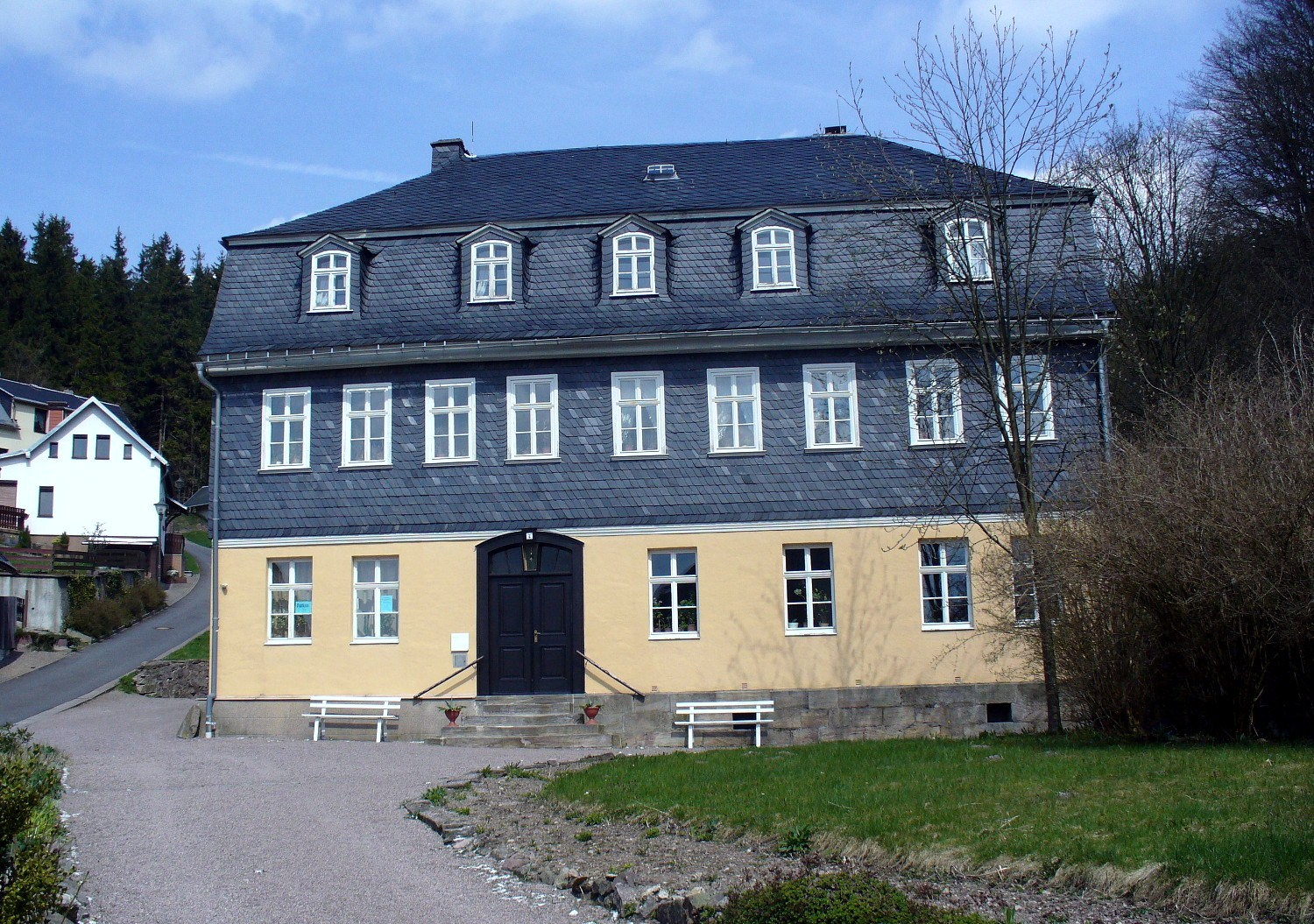
Gundelachs Geburtshaus in Stützerbach

Gundelach stammte aus einer bekannten Glasmacherfamilie, der u. a. im 18. Jahrhundert die Glashütte Allzunah im Thüringer Wald gehört hatte. Seine Vorfahren errichteten sich in Stützerbach ein repräsentatives Wohnhaus, in dem Johann Wolfgang von Goethe dreizehnmal zu Besuch war. Emil Gundelach lernte Goethe nicht mehr persönlich kennen, da dieser zum Zeitpunkt der Geburt Gundlachs bereits nicht mehr nach Stützerbach kam. 
Sein Vater war Johann Heinrich Gundelach (1795–1853). Nach dem Schulbesuch und einer Lehre zum Glasmacher bei Franz Ferdinand Greiner gründete Emil Gundelach 1840 in Stützerbach eine eigene Firma, in der er sich dem Apparatebau widmete und Glasinstrumente sowie Hohlglas herstellte. 1852 verlegte er seine Firma nach Gehlberg, die er bis zu seinem Tod 1888 leitete. Danach übernahmen seine Söhne Eugen und Max Gundelach das Werk und stellten nach Entdeckung der Röntgenstrahlen ab 1895 u. a. auch Ionen-Röntgenröhren in Gehlberg her.
Für seine Verdienste um die Glasherstellung erhielt Emil Gundelach den Titel Kommerzienrat verliehen.
Das Haus, in dem sich die Firma von Emil Gundelach befand, wird heute als Glasmuseum und Heimatstube in Gehlberg benutzt.